# ニューロンドン・ユニオン駅
ニューロンドン・ユニオン駅（英語：New London Union station ）は、アメリカ合衆国コネチカット州ニューロンドン にある駅 。 全米各地を結ぶ旅客鉄道のアムトラックおよびコネチカット州の沿岸部の近郊輸送を担うショアライン・イーストが乗り入れている。

## 概要
ニューロンドン・ユニオン駅は市内の地域間輸送センター（RITC）の中心である。港に隣接しており、すぐ近くには、フィッシャーズやブロック島などの目的地を持つフェリー乗り場があり、都市間バス路線の拠点にもなっている。
コネチカット沿岸の東西ルートは鉄道投資家にとってどんな路線でも数多くの川を渡り、入り組んだ海岸線を考慮する必要があったので挑戦的なものであった。 1848年、ニューヘイブン・アンド・ニューロンドン鉄道（NH＆NL）は、その名の通り両都市間を結ぶ線路を建設するために設立され、1852年の夏に開通した。ニューヘイブンで乗客はニューヨーク行きの列車に乗り換えた。テムズ川の反対側には、1852年、ニューロンドンとストーニントンを結ぶニューヨーク・プロビデンス・アンド・ボストン鉄道（NYP＆B）が建設された。 5年後、ニューロンドン・アンド・ストーニングトン鉄道は、ニューヘイブン・アンド・ニューロンドン鉄道と合併してニューヘイブン・ニューロンドン・アンド・ストーニングトン鉄道（NHNL＆S）となった。 
19世紀、最後の25年では、これらの路線は殆どニューヘイブン鉄道に吸収された。ニューヘイブン鉄道は、ボストンとニューヨークを結ぶニューイングランド南部で急速に支配的な鉄道となった。1920年代までにニューヘイブン鉄道は3,200キロ以上の路線網を持ち、アメリカの旅客輸送量の10％を占めると推定された。コネチカット州の沿岸の路線には、マサチューセッツ州スプリングフィールドを通るメインラインと区別するため、「ショアライン」と呼ばれていた。
ニューロンドン駅が1885年に壊滅的な火災に遭った後、ニューヘイブン鉄道とニューロンドン・ノーザン鉄道は新しい「ユニオン・ステーション」を建設し、共有することを決定した。ニューヨーク、ニュー・ヘブン、ハートフォード・鉄道ニュー・ロンドン・ノーザン・鉄道（セントラル・バーモント鉄道システムの一部）は、有名なボストンの建築家ヘンリー・ホブソン・リチャードソンが新駅舎を設計した。新駅舎は1887年にオープンした。
第二次世界大戦後、ニューロンドンは多くの北東部の都市と同様に、景気後退を経験した。都市を活性化させるために、多くの古い建物は、より大きく、近代的な構造を持つ建物を作るために解体された。この地域を長く支配していた鉄道も、交通政策が自動車や空の旅に有利にシフトするにつれて大きな変化を遂げた。 1969年、ニューヘイブン鉄道はペン・セントラル鉄道に強制的に合併された。鉄道がサービスを維持するために苦労したため、駅やその他の鉄道施設が投資不足となった。
この激動の時代にユニオン駅は、この都市の再開発機関による解体が危ぶまれた。その芸術的かつ歴史的な価値を認識している関係者の団体は働きかけて駅は1971年国家歴史登録財に登録された。その後、駅舎はボストンに拠点を置く歴史的建造物の保存と適応的再利用の提唱者である建築家ジョージ・ノッターが率いる投資家のグループのユニオンステーションアソシエイツによって1975年に購入された。ユニオンステーションアソシエイツは建物を改修し、乗客が利用できることを保証した。
2002年に駅は実業家トッド・オドネルとユニオンステーションアソシエイツに関与していたニューロンドンが地元のバーバラ・ティムケン率いるパートナーシップに売却された。 パートナーシップは、レンガの清掃と修理、新しい屋根の設置、窓とドアの改修を含む外装の完全な修復を引き受けた。 内部では、待合室は元の寸法に修復され、機械設備が更新された。

## 利用可能な鉄道路線／列車
アムトラックの停車する列車は下記の通り。
ボストンとワシントン間の昼行長距離列車アセラ・エクスプレス号 …1日1.5往復停車（平日）
ボストンとワシントン、リッチモンド、ニューポートニューズ、ノーフォーク、リンチバーグ間の昼行長距離列車ノースイースト・リージョナル号 …1日9.5往復停車（平日）
ショアライン・イーストの停車する列車は下記の通り。 
ニューヘイブンとニューロンドン間のショアライン・イースト …ニューヘイブン方面 7本/日 出発 (平日) 

## バス
当駅から乗車できるバスは以下の通り。
中長距離バス
グレイハウンド
路線バス
サウスイースト交通 (SEAT) …1系統 、2系統 、3系統 、12系統  、13系統  、14系統  、15系統  、101系統  、108系統  